# Galumna elegantula
Galumna elegantula är en kvalsterart som först beskrevs av Arthur P. Jacot 1935.  Galumna elegantula ingår i släktet Galumna och familjen Galumnidae. Inga underarter finns listade i Catalogue of Life.